# 비오렐 몰도반
비오렐 디누 몰도반(루마니아어: Viorel Dinu Moldovan, 1972년 7월 8일 ~ )은 루마니아의 전직 축구 선수이자 현직 축구 감독으로 포지션은 공격수였다. 1990년대 루마니아 축구 국가대표팀의 핵심 선수였다.
몰도반은 글로리아 비스트리차 유스에서 성장해, 글로리아 비스트리차(1990년 ~ 1993년), 디나모 부쿠레슈티(1993년 ~ 1995년), 뇌샤텔 크사막스(1995년 ~ 1996년), 그라스호퍼(1996년~1998년), 코번트리 시티(1998년), 페네르바체(1998년 ~ 2000년), 낭트(2000년 ~ 2004년), 세르베트(2004년~2005년), FC 폴리테흐니카 티미쇼아라(2005년), 라피드 부쿠레슈티(2006년 ~ 2007년) 등에서 선수 생활을 하였다.
그가 가장 뛰어난 활약을 했을 때는 1995-96 시즌 뇌샤텔 크사막스 소속으로 19골을 기록해 공동 득점왕, 1996-97 시즌 그라스호퍼 소속으로 27골을 기록하고 득점왕에 올라, 두 시즌 연속으로 득점왕이 되었을 때이다. 1998년부터 2000년까지 선수 생활을 한 페네르바체에서도 두 시즌 동안 53경기에서 33골을 넣는 활약을 펼친 바 있다.
루마니아 축구 국가대표팀에서는 70경기에서 25골을 기록하였으며, 루마니아 대표로 1994년 FIFA 월드컵, UEFA 유로 1996, 1998년 FIFA 월드컵에 출전한 바 있다. 1998년 FIFA 월드컵에서는 잉글랜드와 튀니지를 상대로 골을 넣었고, UEFA 유로 2000에서는 첫 경기에서 독일을 상대로 골을 넣었다.
선수 은퇴 후에는 FC 바슬루이(2008년 ~ 2009년), FC 브라쇼브(2009년 ~ 2010년), 스포르툴 스투덴체스크(2010년), 라피드 부쿠레슈티의 감독을 역임하였다.